# Lin Yu-Ming
Lin Yu-Ming es un deportista taiwanés que compitió en judo. Ganó una medalla de plata en el Campeonato Asiático de Judo de 1993, en la categoría de –78 kg.

## Palmarés internacional
| Representando a China Taipéi |                  |                  |           |
| Campeonato Asiático          |                  |                  |           |
| Año                          | Lugar            | Medalla          | Categoría |
| 1993                         | Macao (Portugal) | Medalla de plata | –78 kg    |